# Gustaw Kalikst Biron
Gustaw Kalikst Biron von Curland (niem. Gustav Calixt Biron von Curland) (ur. 29 stycznia 1780, zm. 20 czerwca 1821) – syn Karola Ernesta i Apolonii z Ponińskich.
W wyniku długotrwałego procesu sądowego odziedziczył państwo stanowe Syców. Początkowo oficer gwardii rosyjskiej, później, jako oficer armii pruskiej, uczestniczył w wojnach napoleońskich, dochodząc do stopnia podpułkownika i stanowiska dowódcy twierdzy Kłodzko. Z powodu utraty tronu kurlandzkiego otrzymał od cara Aleksandra I roczną rekompensatę w wysokości 18 tysięcy dukatów i prawo do tytułu książęcego. W roku 1806 poślubił hrabiankę Franciszkę (Fanny) von Maltzahn (1790–1849).
Zmarł w wieku 41 lat z powodu ran otrzymanych na wojnie.

## Potomstwo
- Luiza (1808–1845)
- Laura Franciszka Joanna Antonia (1810–1811)
- Karol (1811–1848)
- Antoinette (1813–1882)
- Franciszka (Fanny) (1815–1888)
- Kalikst (1817–1882)
- Piotr (1818–1852)